# Raiva, Pedorido e Paraíso
Raiva, Pedorido e Paraíso (oficialmente: União das Freguesias de Raiva, Pedorido e Paraíso) é uma freguesia portuguesa do município de Castelo de Paiva, com 49,37 km² de área e 4208 habitantes (censo de 2021). A sua densidade populacional é 85,2 hab./km².

## História
Foi constituída em 2013, no âmbito de uma reforma administrativa nacional, pela agregação das antigas freguesias de Raiva, Pedorido e Paraíso e tem a sede em Raiva.

## Demografia
A população registada nos censos foi:
| Distribuição da População por Grupos Etários | Distribuição da População por Grupos Etários | Distribuição da População por Grupos Etários | Distribuição da População por Grupos Etários | Distribuição da População por Grupos Etários | Distribuição da População por Grupos Etários |
| -------------------------------------------- | -------------------------------------------- | -------------------------------------------- | -------------------------------------------- | -------------------------------------------- | -------------------------------------------- |
| Antes da agregação                           |                                              |                                              |                                              |                                              |                                              |
| Ano                                          | 0-14 anos                                    | 15-24 anos                                   | 25-64 anos                                   | >= 65 anos                                   | Total                                        |
| 2001                                         | 939                                          | 750                                          | 2570                                         | 703                                          | 4962                                         |
| 2011                                         | 729                                          | 605                                          | 2582                                         | 778                                          | 4694                                         |
| Após a agregação                             |                                              |                                              |                                              |                                              |                                              |
| Ano                                          | 0-14 anos                                    | 15-24 anos                                   | 25-64 anos                                   | >= 65 anos                                   | Total                                        |
| 2021                                         | 420                                          | 510                                          | 2324                                         | 954                                          | 4208                                         |